# Бриесница
Бриесница (серб. Бријесница / Brijesnica) — село в общине Биелина Республики Сербской Боснии и Герцеговины. В настоящее время село необитаемо.